# European Theater of Operations
Pour les articles homonymes, voir ETO.

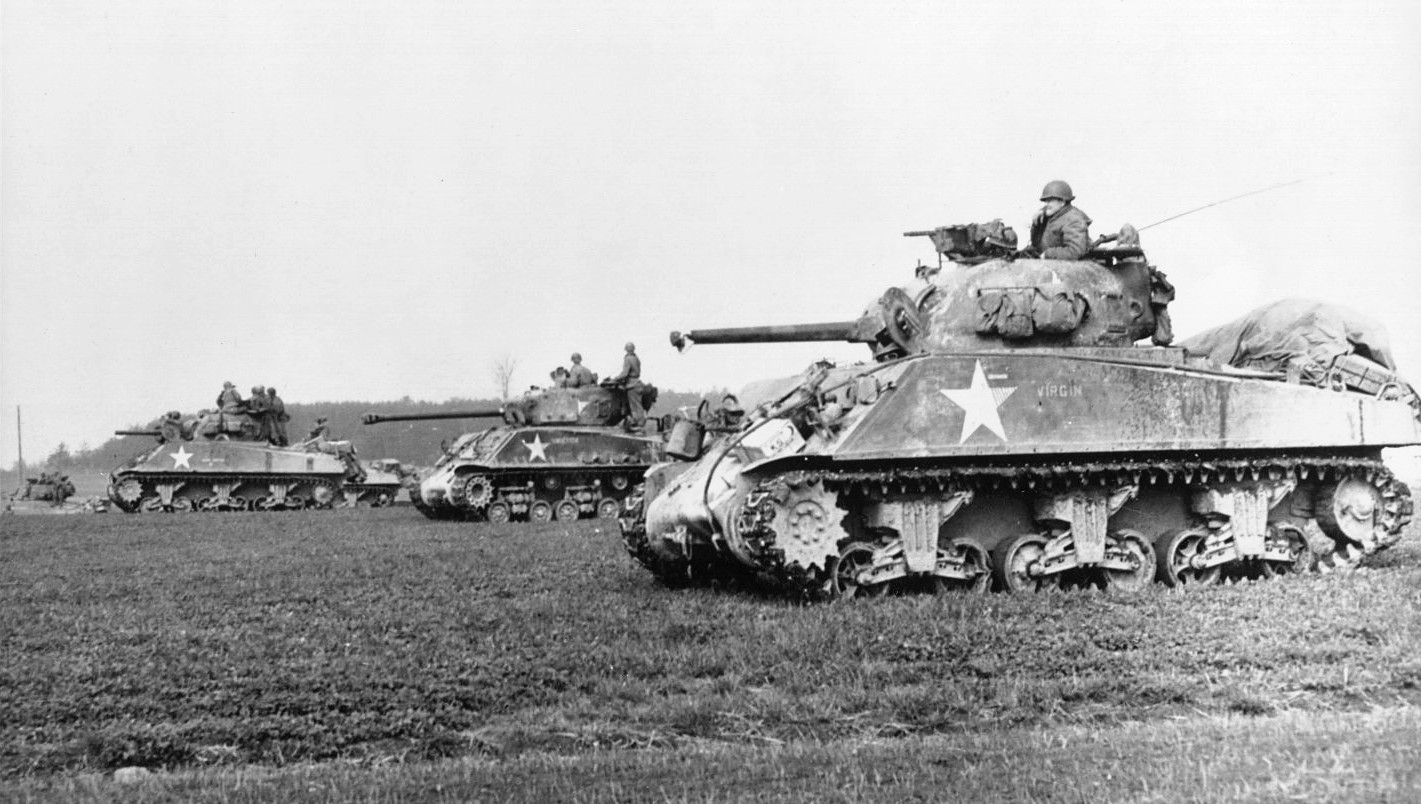
Chars M4 Sherman sur le théâtre européen des opérations.

Au cours de la Seconde Guerre mondiale, le European Theater of Operations ou ETO désigne pour les Forces armées des États-Unis le théâtre d'opérations de l'Europe du Nord.
Il est dirigé à partir de 1943 par le Supreme Headquarters Allied Expeditionary Force coordonnant l'ensemble des forces armées des nations alliées en Europe.

## Forces aériennes

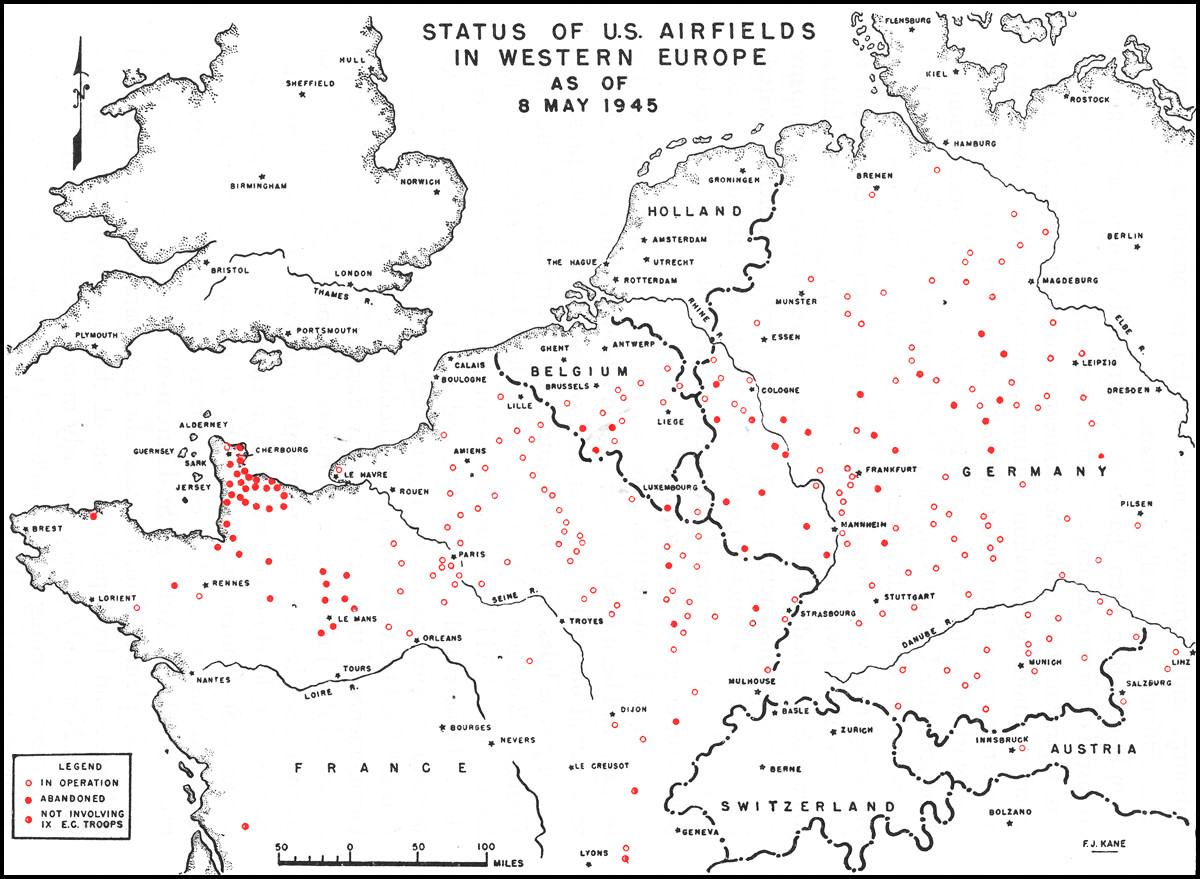
Statut des aérodromes utilisés par l'USAAF en Europe de l'Ouest le 8 mai 1945.

En septembre 1944, l'ensemble des forces aériennes comptait pour les deux théâtres européen et méditerranéen 1 871 bombardiers du Royal Air Force Bomber Command (dont 1 480 opérationnels) et 5 606 bombardiers américains (dont 4 117 opérationnels).
On y trouve les forces de l'United States Army Air Forces suivantes :
- 8th USAAF (force stratégique)
- 9th USAAF (force tactique)

Les pertes au 8 mai 1945 sur ce théâtre et celui du Mediterranean Theater of Operations ont été pour l'USAAF de 9 949 bombardiers, 8 420 chasseurs et 79 265 personnels manquants.